# 한국식물병리학회
한국식물병리학회(The Korean Society of Plant Pathology, KSPP)는 식물병리학과 이에 관련된 학문의 이론 및 기술을 연구 발전시키고, 회원 상호간 학술정보 교환 및 학술과 기술보급에 기여하고 회원 간의 친목을 도모함을 목적으로 설립된 사단법인이다. 사무실은 서울특별시 강남구 테헤란로7길 22, 신관 904호 (역삼동, 한국과학기술회관) 내에 있다.

## 주요 사업
- 각종 학술발표회 및 강습회
- 학회지 및 기타 학술출판물 발간과 배포
- 학계와 산업계 및 국제간 정보교환, 지식보급, 학술교류 및 기술협력
- 학술연구 및 기술의 장려와 우수업적의 상훈
- 학계 및 산업계와 유대강화. 회원 상호간의 친목 도모
- 용역연구, 수탁사업 및 기타 학회 목적 달성에 필요한 사업